# 菲達塞峰
63°23′S 57°33′W / 63.383°S 57.550°W
菲達塞峰（英語：Fidase Peak）是南極洲的山峰，位於葛拉漢地的特里尼蒂半島，處於雅基諾山以東17公里，海拔高度915米，現時由南極條約體系管理。